# Шачнева, Ирина Васильевна
Ирина Васильевна Шачнева (род. 30 января 1950, Москва, РСФСР, СССР) — советская и российская певица, композитор и автор песен. Первая солистка ВИА «Самоцветы» и ВИА «Пламя».

## Биография
Родилась 30 января 1950 года в городе Москве.
Судьба певицы, как и её музыкальное творчество на эстраде, тесно связана с творчеством ВИА «Самоцветы», художественный руководитель Юрий Маликов, и ВИА «Пламя», художественные руководители Николай Михайлов и Сергей Березин, в которых она работала солисткой-вокалисткой.
После школы Шачнева поступила в московское музыкальное училище им. Гнесиных, которое окончила в 1969 году. В дальнейшем творчество певицы на эстраде тесно связано с музыкантами, работавшими в жанре ВИА, который только набирал обороты в СССР. В Москве она принимала действенное участие в музыкальной жизни города, пела на вечерах отдыха молодёжи. В 1971 году муж Ирины Шачневой — Алексей, познакомил её с Вячеславом Антоновым (Добрыниным), в будущем популярным композитором, который её и порекомендовал Юрию Маликову в создаваемый музыкальный коллектив, который в последующем стал называться ВИА «Самоцветы». После предварительного прослушивания с 1971 года Ирина Шачнева стала работать солисткой-вокалисткой в этом ВИА, она также играла на клавишных инструментах, делала аранжировки ко многим песням, как в ВИА «Самоцветы», так и в последующем в ВИА "Пламя.
Песня «Добрые приметы» (М. Фрадкин — Е. Долматовский) стала одной из визитных карточек, пополнив список популярных песен коллектива. Эта песня была первой, записанной Ириной Шачневой и Валентином Дьяконовым на грампластинку с ВИА «Самоцветы» на Всесоюзной фирме грампластинок «Мелодия».
В 1972 году во вторую грампластинку ВИА «Самоцветы» была включена песня «Чаривна бойкивчанка» (А. Сердюк — М. Воньо), в дуэте с Геннадием Жарковым. В 1973 году на Лентелефильме о творчестве молодого коллектива был снят фильм-концерт «Вокально-инструментальный ансамбль „Самоцветы“», где, наряду с другими песнями, была исполнена и песня «Чаривна бойкивчанка».
В 1973 году Ирина Шачнева сделала аранжировку для песни «Верба» (Э. Ханок — Ю. Рыбчинский).
В 1974 году Всесоюзная фирма грампластинок «Мелодия» издала грампластинку «Вокально-инструментальные ансамбли мира», в которую была включена песня композитора Вячеслава Добрынина «Если будем мы вдвоём» в исполнении Ирины Шачневой в дуэте с Анатолием Могилевским.
В составе ВИА «Самоцветы» Ирина Шачнева участвовала во Всесоюзных телевизионных фестивалях: «Песня-73», где исполнили песни: «Мой адрес - Советский Союз» (Д. Тухманов — В. Харитонов), «Увезу тебя я в тундру» (М. Фрадкин — М. Пляцковский), на «Песня-74» в их исполнении прозвучали песни: «Не повторяется такое никогда» (С. Туликов — М. Пляцковский) и «Там за облаками» (М. Фрадкин — Р. Рождественский).

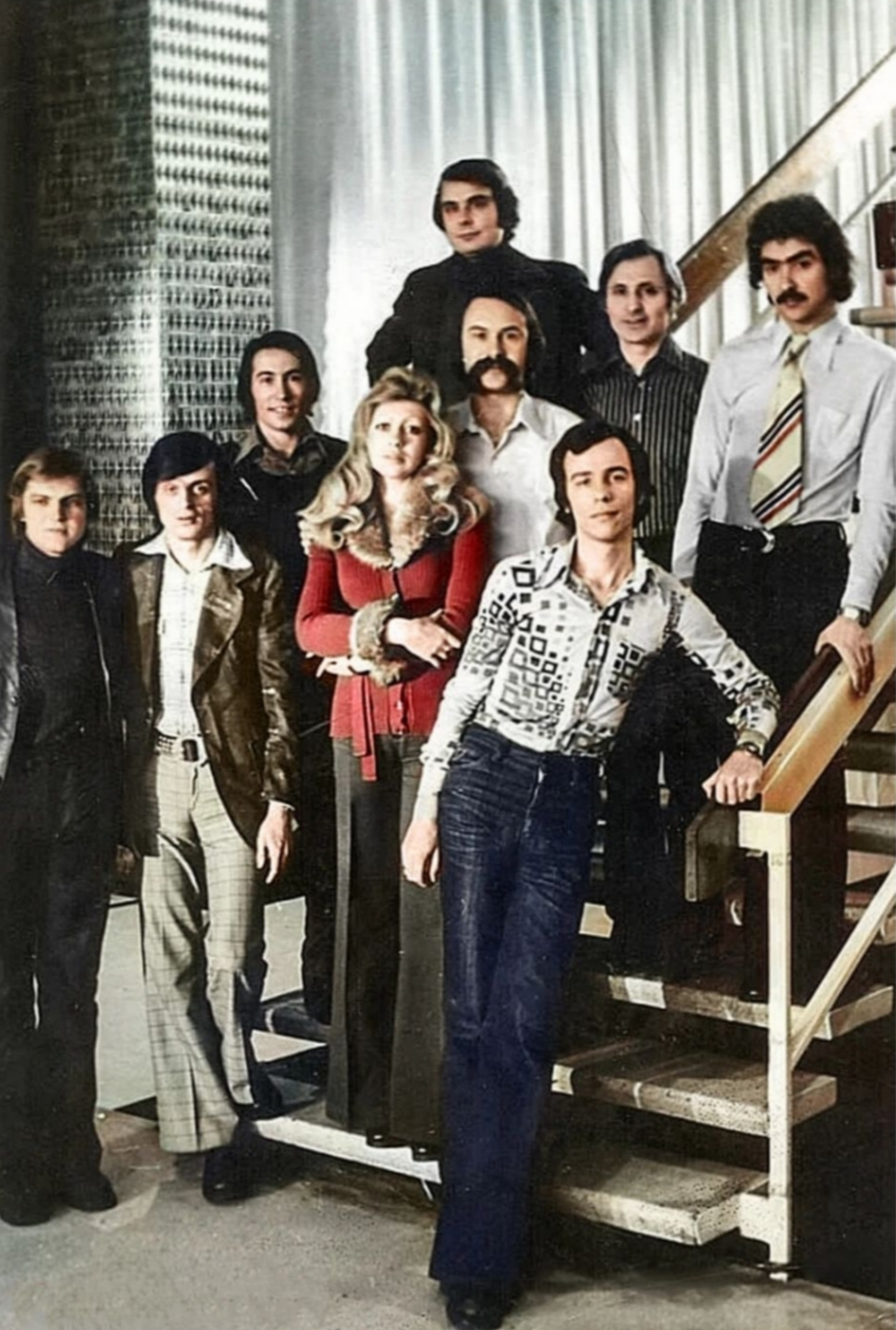
Ирина Шачнева в составе ВИА «Пламя». Художественный руководитель Николай Михайлов. 1976 год.

Участники коллектива ВИА «Самоцветы» на пике популярности из-за разногласий, в 1975 году прекратили сотрудничество с Юрием Маликовым. С 1975 по 1989 годы Ирина работала в ВИА «Пламя», художественный руководитель Николай Михайлов (Раппопорт), в последующем Сергей Березин. В составе вокально-инструментального ансамбля она приняла участие в очередных Всесоюзных телевизионных фестивалях: «Песня-75», где в их исполнении прозвучали песни: «У деревни Крюково» (М. Фрадкин — С. Островой), «Вся жизнь впереди» (А. Экимян — Р. Рождественский).

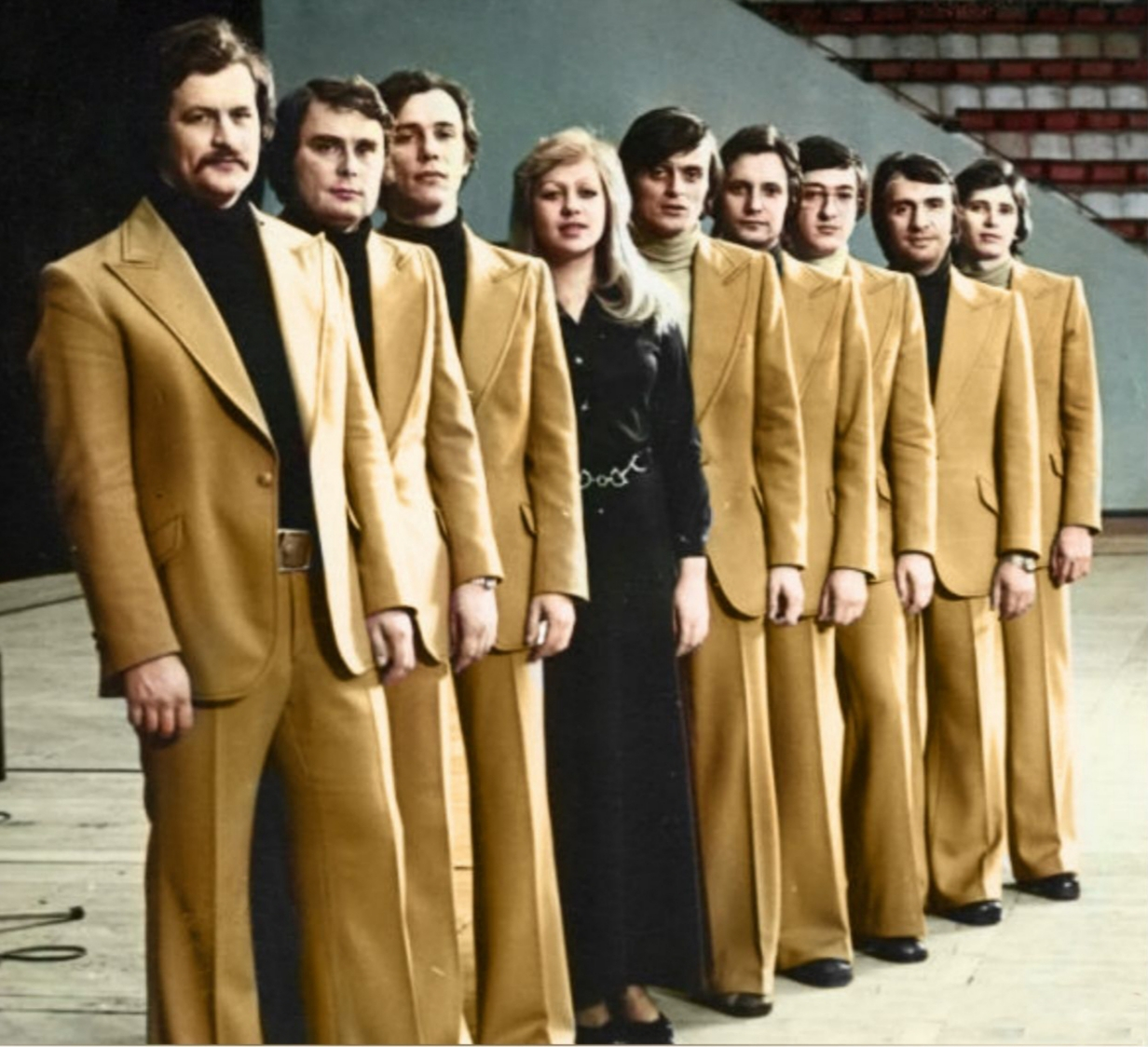
Ирина Шачнева в составе ВИА «Пламя». Художественный руководитель Сергей Березин. 1978 год.

В 1978 году о творчестве ансамбля был снят музыкальный фильм «Поёт вокально-инструментальный ансамбль „Пламя“», где Ирина Шачнева в дуэте с Юрием Петерсоном исполнила песню «Пока любим» (Г. Мовсесян — М. Танич). Музыканты вновь приняли участие во Всесоюзном телевизионном фестивале «Песня-78», где исполнили песни: «Это говорим мы» (Г. Мовсесян — Л. Ошанин) и вместе с певцом Юрием Богатиковым «Идёт солдат по городу» (В. Шаинский — М. Танич).

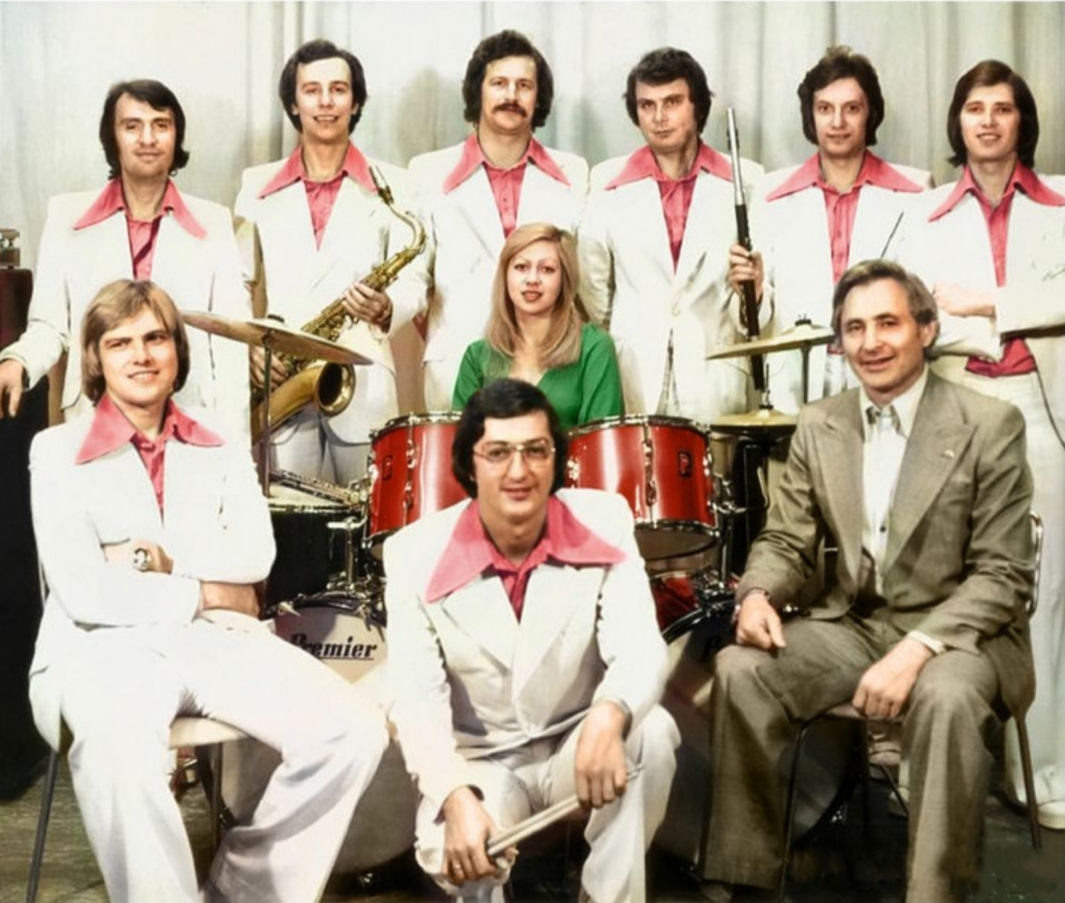
Ирина Шачнева в составе ВИА «Пламя». 1977 год.

В составе ВИА «Пламя» певица сделала аранжировку песни «Под музыку Вивальди» (В. Берковский, С. Никитин — А. Величанский) и совместно с Вячеславом Малежиком исполнила её.
В 1980 году участники ВИА «Пламя» Ирина Шачнева, Юрий Редько, Валерий Белянин, Вячеслав Малежик вместе со Львом Лещенко и Татьяной Анциферовой приняли участие в записи песни «До свиданья, Москва» (А. Пахмутова — Н. Добронравов), которая прозвучала на закрытии московской «Олимпиады-80» в Центральном стадионе имени В. И. Ленина (Лужниках).
Написанная ею песня «А мне говорят, нет такой любви» (В. Тушнова), была включена в первый диск-гигант ВИА «Пламя» — «Время „Пик“», её песня «Урок танца» (В. Малежик) была записана в концертном варианте.
В конце 1980-х годов угасал жанр ВИА и певица на время оставила сцену, но несмотря на это, она в 1989 году при содействии Вячеслава Малежика записала магнитоальбом «Друля в маринаде».
В 1991 году Ирина окончила ГИТИС и до 1995 года работала режиссёром музыкальных театров и эстрадно-массовых представлений. В год окончания института певица в дуэте с Валерием Беляниным записала песню «Жизнь без тебя» (Ю. Румянцев — А. Дементьев) для сольного диска-гиганта «Поёт Валерий Белянин».
На волне ностальгии в середине 1990-х годов Ирина Шачнева, Валентин Дьяконов, немного позднее Виктор Аникиенко, временно возрождают песенный репертуар ансамблей, в которых ранее они работали.
Возрождение творчества ВИА «Самоцветы» под руководством Юрия Маликова на эстраде состоялось на юбилее — 25-летия создания ансамбля, на который была приглашена Ирина Шачнева. С 1995 года Ирина Шачнева вновь солистка-вокалистка ВИА «Самоцветы» при художественном руководстве Юрия Маликова. Прошёл гастрольный тур ВИА «Самоцветы» по многим городам с программой «Не повторяется такое никогда», в которой были исполнены лучшие хиты XX века.
В 1999 году Ирина Шачнева приняла участие в записи шлягеров ВИА «Самоцветы» 70-х годов XX века, где записала в дуэте с Валентином Дьяконовым песню «Добрые приметы» (М. Фрадкин — Е. Долматовский), а с Валерием Беляниным песню «Снежинка» (Ю. Саульский — П. Леонидов). Также в дуэте с Валерием Беляниным она записала его песню «Была любовь и нет» на слова поэта Бориса Дубровина и «Эта песня о войне» (А. Пахмутова — Н. Добронравов), «До свиданья, Москва» (А. Пахмутова — В. Добронравов), в концертном репертуаре ВИА «Самоцветы» звучит песня «Обычная история» (Ю. Саульский — И. Шаферан). Песня «Добрые приметы» вошла также в репертуар певиц Жасмин, Юлии Началовой и других исполнителей.

Фирмой «Квадро-Диск» в серии «Grand Collection» был выпущен диск «ВИА „Самоцветы“ Юрия Маликова» (2009 год), в который вошли лучшие песни коллектива в современной аранжировке Валерия Белянина, в записи которых приняла участие и Ирина Шачнева.

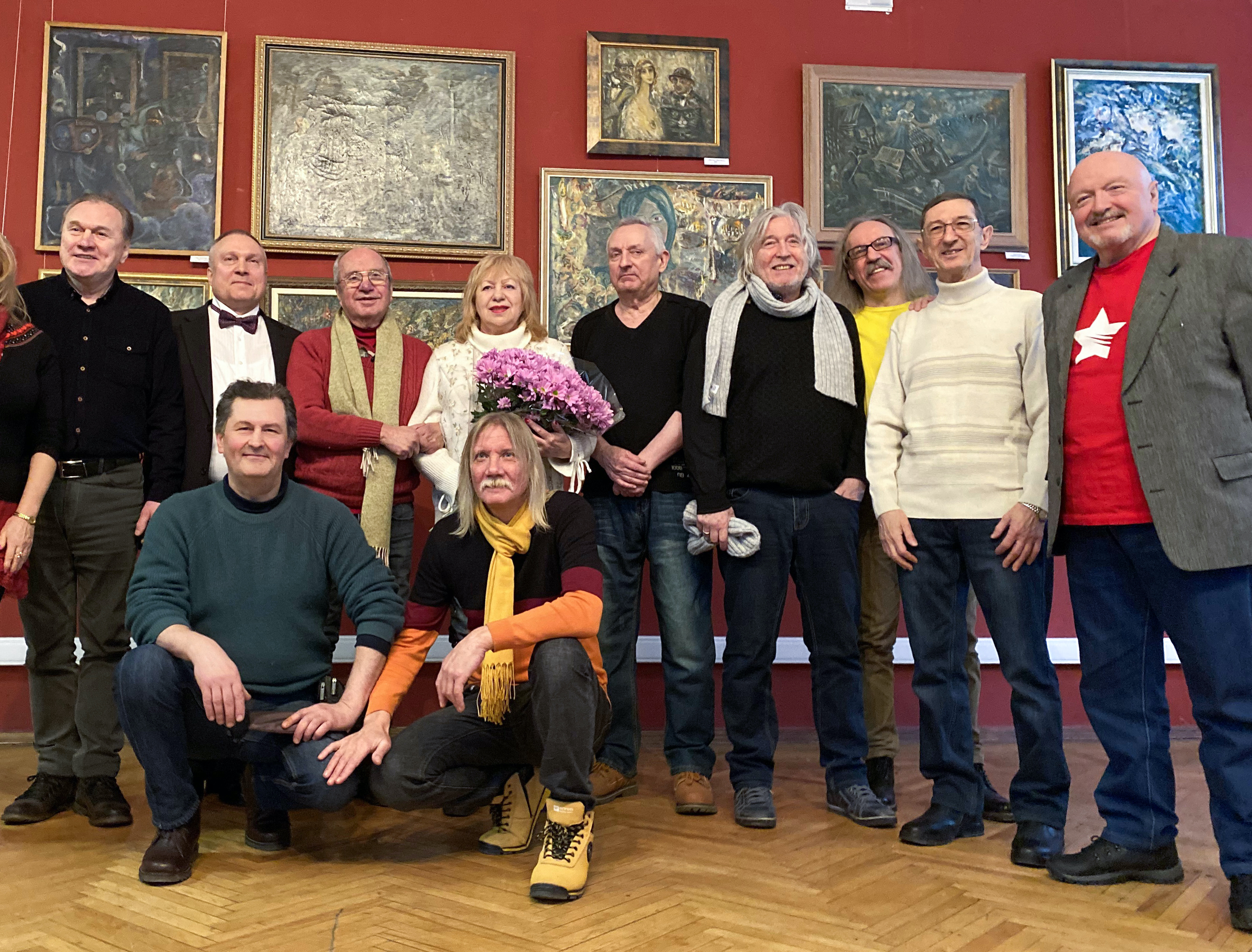
Ирина Шачнева с участниками оригинального ВИА «Пламя». 2020 год.

С 2017 года Ирина Шачнева выступая в составе ВИА «Самоцветы», параллельно работала с другими музыкантами, в том числе принимала участие в деятельности коллектива «Moscow Hook» в 2020—2021 годах.

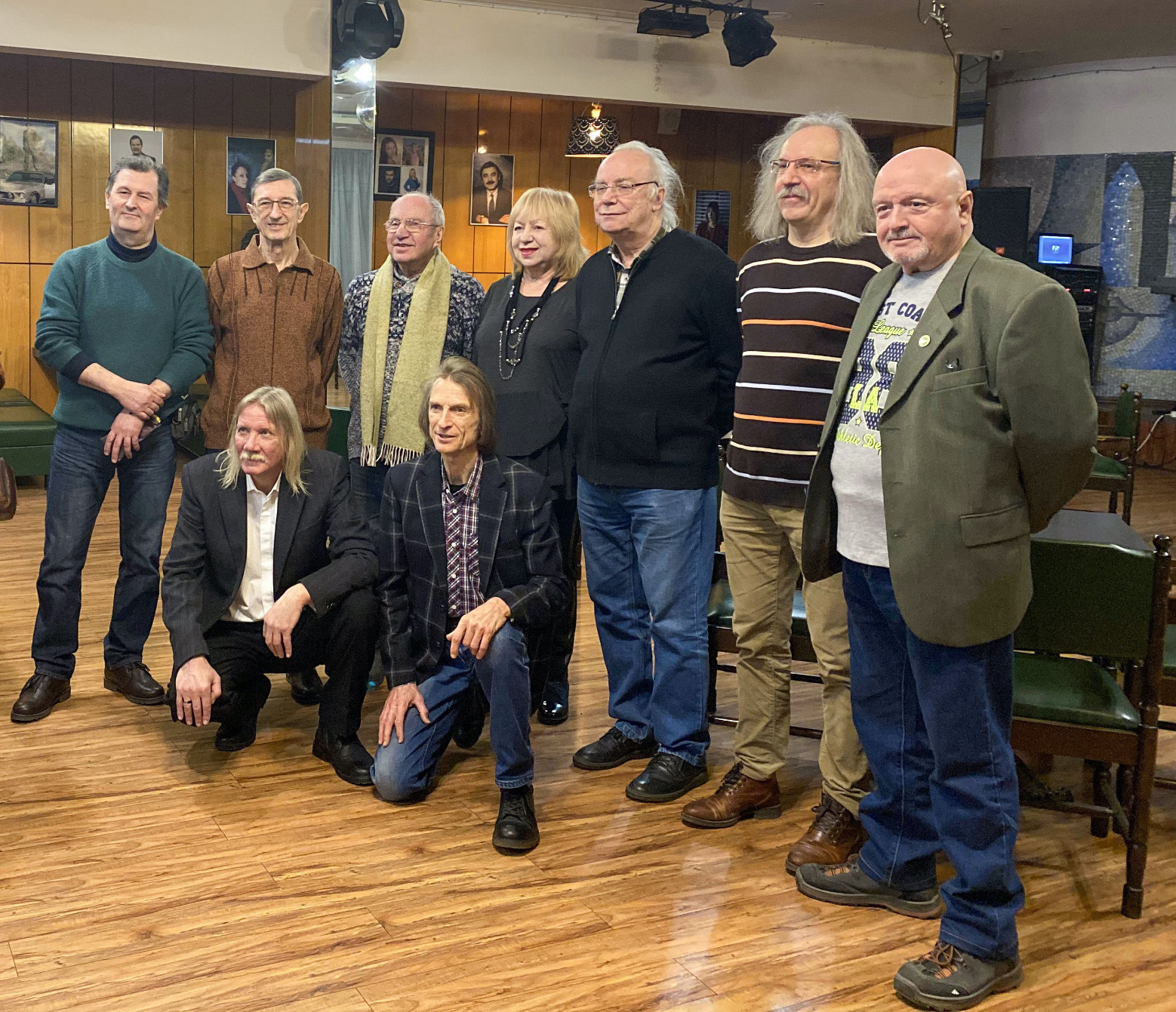
Ирина Шачнева с участниками оригинального ВИА «Пламя». 2020 год.

С 2020 года Ирина Шачнева музыкальный руководитель возрожденного ВИА «Пламя» под управлением нового художественного руководителя коллектива — Валерия Белова.
В 2020—2021 годах Ирина Шачнева принимала участие в телепередаче «Привет, Андрей!» телеканала «Россия-1».

## Личная жизнь
Ирина Шачнева была замужем дважды.
- первый муж — Алексей Цейтлин (Шачнев), музыкант, с которым певица стала работать в ВИА «Самоцветы» и ВИА «Пламя».
- второй муж — Юрий Редько, солист ВИА «Пламя». Погиб в 1985 году.

Детей у певицы нет.

## Дискография

#### Песни, записанные Ириной Шачневой сольно или дуэтом вВИА «Самоцветы»иВИА «Пламя»:[2]
- «Добрые приметы» (М. Фрадкин — Е. Долматовский)
- «Чаривна бойкивчанка» (А. Сердюк — М. Воньо)
- «Ещё раз про любовь» (М. Фрадкин — М. Пляцковский)
- «Если будем мы вдвоём» (В. Добрынин)
- «Белые крылья» (В. Шаинский — В. Харитонов)
- «Под музыку Вивальди» (В. Берковский, С. Никитин — А. Величанский)
- «А мне говорят, нет такой любви» (И. Шачнева — В. Тушнова)
- «Девочки» (В. Мигуля — М. Меерович (Рябинин))
- «Как живёте — можете» (А. Экимян — Р. Гамзатов)
- «Не цветы твои люблю» (В. Антонов (Добрынин) — В. Харитонов)
- «Обещание» (М. Фрадкин — Р. Петкевич (Рождественский))
- «Ожидание» (М. Фрадкин)
- «Пока любим» («Синие дожди») (Г. Мовсесян — М. Танич)
- «Разноцветные ярмарки» (Я. Лясковский)
- «Ты из Вологды, а я из Костромы» (Э. Ханок — И. Шаферан)
- «Ты спроси у ручья» (В. Дьяконов — М. Пляцковский)
- «Это любовь» (Г. Подельский — Л. Дербенёв)

#### Магнитоальбом «Друля в маринаде»
- «Жены рыцарей» (Сэр Джон) (В.Малежик — М.Танич)
- «Желтые цветы» (И.Шачнева — Н.Мерзликина)
- «Если б я тебя любила» (И.Шачнева — Ю.Мориц)
- «Друля в маринаде» (В.Малежик — С.Таск) в дуэте с Вячеславом Малежиком,
- «Люди, как мы часто лжем друг другу» (И.Шачнева)
- «Мертвый сезон» (В.Малежик — А.Смогул)
- «Ах, Печора» (В.Малежик)
- «Я встречаю рассвет» (В.Малежик)

#### Миньон «„Друля в маринаде“. Ирина Шачнева и Вячеслав Малежик»
- «Желтые цветы» (И.Шачнева — Н.Мерзликина)
- «Друля в маринаде» (В.Малежик — С.Таск)
- «Провинциалка» (В.Малежик — М.Танич)
- «Улочки-переулочки» (В.Малежик — А.Смогул)